# Taraszany
Taraszany (ukr. Тарашани) – wieś na Ukrainie, w obwodzie czerniowieckim, w rejonie hlibockim. W 2001 roku liczyła 987 mieszkańców.